# Sveta Cecilija (časopis)
Sveta Cecilija je stručni i iznanstveni časopis za sakralnu glazbu i glasilo Instituta za crkvenu glazbu »Albe Vidaković« Katoličkoga bogoslovnog fakulteta Sveučilišta u Zagrebu. Izlazi kao dvogodišnjak u suradnji s Hrvatskim društvom crkvenih glazbenika. Naziv nosi prema istoimenoj zaštitnici liturgijskog pjevanja.
Trenutni predsjednik uredništva je banjalučki biskup Franjo Komarica, a dužnost glavnog i odgovornog urednika obnaša Miroslav Martinjak.

## Povijest
Časopis Sv. Cecilija izlazio je u tri razdoblja. Prvi broj časopisa Sv. Cecilije s podnaslovom “list za pučku crkvenu glasbu i pjevanje” izašao je 1. srpnja 1877. godine. Urednik mu je bio Miroslav Cugšvert, a glazbeni urednik prve dvije godine bio je Ivan pl. Zajc. U prvom broju u dvanaest točaka obuhvaćen je program časopisa, koji ističe potrebu prikupljanja starih ”liepih i pristojnih pjesama” i zajedničko pjevanje vjernika u crkvi. Uz neravnomjerno izlaženje to prvo razdoblje završava godinom 1884.

Drugo razdoblje izlaženja obuhvaća od 1907. do 1944. godine. Podnaslov je glasio ”smotra za promicanje crkvene glazbe” dok se časopis sastojao od tri glavna dijela: članaka, feljtona i glazbenih priloga. Urednici Sv. Cecilije prve dvije godine bili su Milan Zjalić i Mirko Novak te od 1909. do 1913. sam Zjalić. Od 1914. urednik postaje Janko Barle koji to ostaje do svoje smrti 1941. godine. Nakon njega na kratko vrijeme urednikom postaje Ivan Kokot te od 1942. godine Albe Vidaković. Glazbeni urednik od 1907. do 1942. bio je Franjo Dugan, a od 1943. Albe Vidaković je i urednik lista i glazbenog priloga. 
»Sv. Cecilija u drugom razdoblju svog izlaženja zauzima istaknuto mjesto među muzičkim časopisima u Hrvatskoj. Gotovo četrdesetogodišnji kontinuitet postojanja, širina interesa i visoki stručni nivo predstavljaju glavna uporišta koja Sv. Ceciliji osiguravaju zavidni položaj i nezaobilaznu vrijednost u hrvatskoj muzičkoj baštini.«
Godine 1969. ponovo je obnovljen ”časopis za duhovnu glazbu” Sv. Cecilija. Časopis je obnovljen kao glasilo Instituta za crkvenu glazbu KBF-a u Zagrebu. Odgovorni urednik je Anđelko Milanović, urednik glazbenog priloga Anđelko Klobučar, a tajnik Miho Demović, čija je posebna zasluga da je časopis obnovljen. Posebne zasluge za izlaženje časopisa pripadaju dugogodišnjem tajniku Instituta za crkvenu glazbu »Albe Vidaković« Josipu Korparu, koji je tu dužnost obnašao od 1971. od 1996.

## Priznati stručni suradnici
Među brojnim suradnicima i/ili urednicima časopisa ističu se velikani hrvatske orguljaške liturgike Ivan pl. Zajc, Franjo Dugan stariji, Anđelko Klobučar, Anđelko Igrec, Miroslav Martinjak...

## Vanjske poveznice
- Umreženi brojevi časopisa 1877.-1944. na portalu digitaliziranih časopisa »Stari hrvatski časopisi«